# Reece-Pass
Der Reece-Pass ist ein Gebirgspass mit nordsüdlicher Ausrichtung im westantarktischen Marie-Byrd-Land. Er verläuft östlich des Mount Colombo und des Mount Richardson im östlichen Teil der Fosdick Mountains in den Ford Ranges.
Teilnehmer der United States Antarctic Service Expedition (1939–1941) entdeckten ihn bei Überflügen von der Westbasis. Eine Mannschaft von Biologen besuchten ihn bei dieser Forschungsreise im Jahr 1940. Namensgeber ist Jerry Arnold Reece (1903–1981), Funker auf der Westbasis.